# Lasiodora itabunae
Lasiodora itabunae är en spindelart som beskrevs av Cândido Firmino de Mello-Leitão 1921. 
Lasiodora itabunae ingår i släktet Lasiodora och familjen fågelspindlar. Inga underarter finns listade i Catalogue of Life.